# واغارشاک کیورکجیان
واغارشاک مکرتچی کیورکجیان (ارمنی: Վաղարշակ Մկրտչի Քյուրքչյան؛  زادهٔ ۱۳ ژانویهٔ ۱۹۰۵ - درگذشته ۲۸ اوت ۱۹۷۸) یک برزشناس و کشاورز اهل ارمنستان بود.

## زندگی‌نامه
در ۲۶ ژانویه [سبک قدیمی: ۱۳ ژانویه] ۱۹۰۵ در اولتو به دنیا آمد و از دانشگاه ملی علوم کشاورزی ارمنستان فارغ‌التحصیل شد.   وی همچنین برنده دانشمند شایسته ارمنستان شوروی (۱۹۶۱) شده است. وی در ۲۸ اوت ۱۹۷۸ در سن ۷۳ سالگی در ایروان درگذشت.

## یادداشت
1. ↑  գյուղատնտեսական գիտությունների դոկտոր